# Parque nacional Sierra Nevada (Venezuela)
El Parque Nacional Sierra Nevada (PNSN) es un parque nacional de Venezuela ubicado entre los estados Mérida y Barinas en el occidente del país. Fundado el 2 de mayo de 1952 mediante decreto 393 del Presidente Germán Suárez Flamerich, con el objetivo de proteger la Sierra Nevada de Mérida dentro de la cordillera andina.
Con su creación se convierte en el segundo Parque decretado nacional, después del parque nacional Henri Pittier, que iniciaría la historia de parques nacionales de Venezuela 15 años antes.
La Sierra Nevada es un área de gran importancia ecológica para Venezuela, pues asegura la preservación del ecosistema de mayor altura en el país, allí se localizan las cadenas montañosas de mayor altitud de Los Andes venezolanos, incluyendo el Pico Bolívar, el accidente geográfico más alto de Venezuela con 4978 m s. n. m.

## Historia
La iniciativa de crear el Parque Sierra Nevada nace en la Escuela de Ingeniería Forestal fundada en 1948 cuando el contaba aún con un estatuto orgánico de áreas naturales protegidas, legalmente establecido. La propuesta toma fuerza y la Universidad de Los Andes, designa una comisión para el estudio preliminar que, más tarde, se presentó a las autoridades nacionales para justificar la creación del parque basándose en los singulares atractivos de la Sierra Nevada, con la elevada cumbre del Pico Bolívar, un biotopo singular en un país situado en la banda trópico- ecuatorial, con características y ambientes excepcionales.
El 2 de mayo de 1952, la Junta de Gobierno presidida por Germán Suárez Flamerich, firma el decreto 393 donde se declara la Sierra Nevada como parque nacional, el segundo más antiguo de Venezuela, después del parque nacional Henri Pittier.
Inicialmente el parque abarcaba una extensión territorial de 190 000 ha. Sin embargo, el 14 de agosto de 1985 por decreto 777 del presidente Jaime Lusinchi se le añaden otras 86 446 ha., quedando un área total de 276 446 ha.

## Geografía

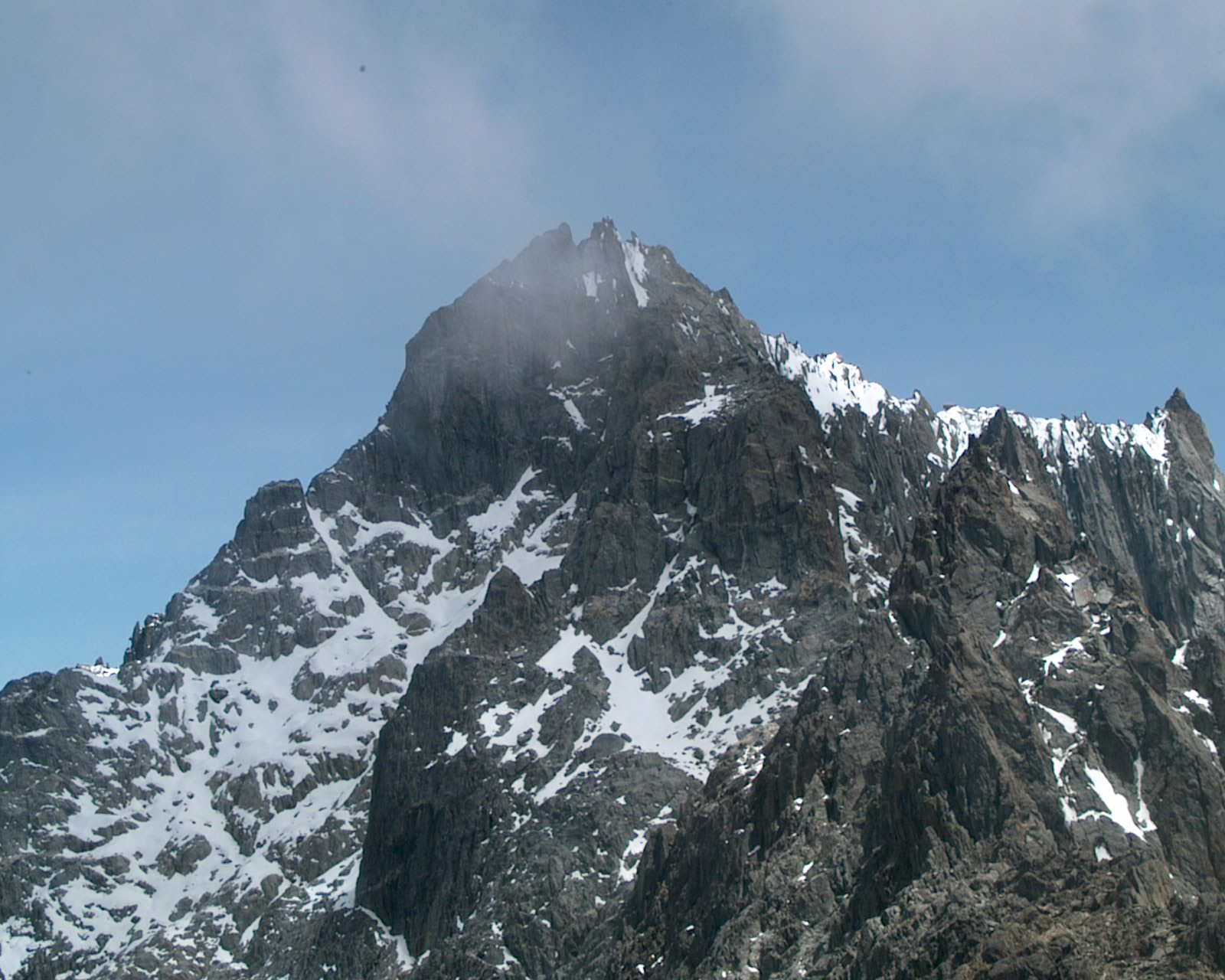
El Pico Bolívar es el accidente geográfico más alto en Venezuela, con 4978 m s. n. m.

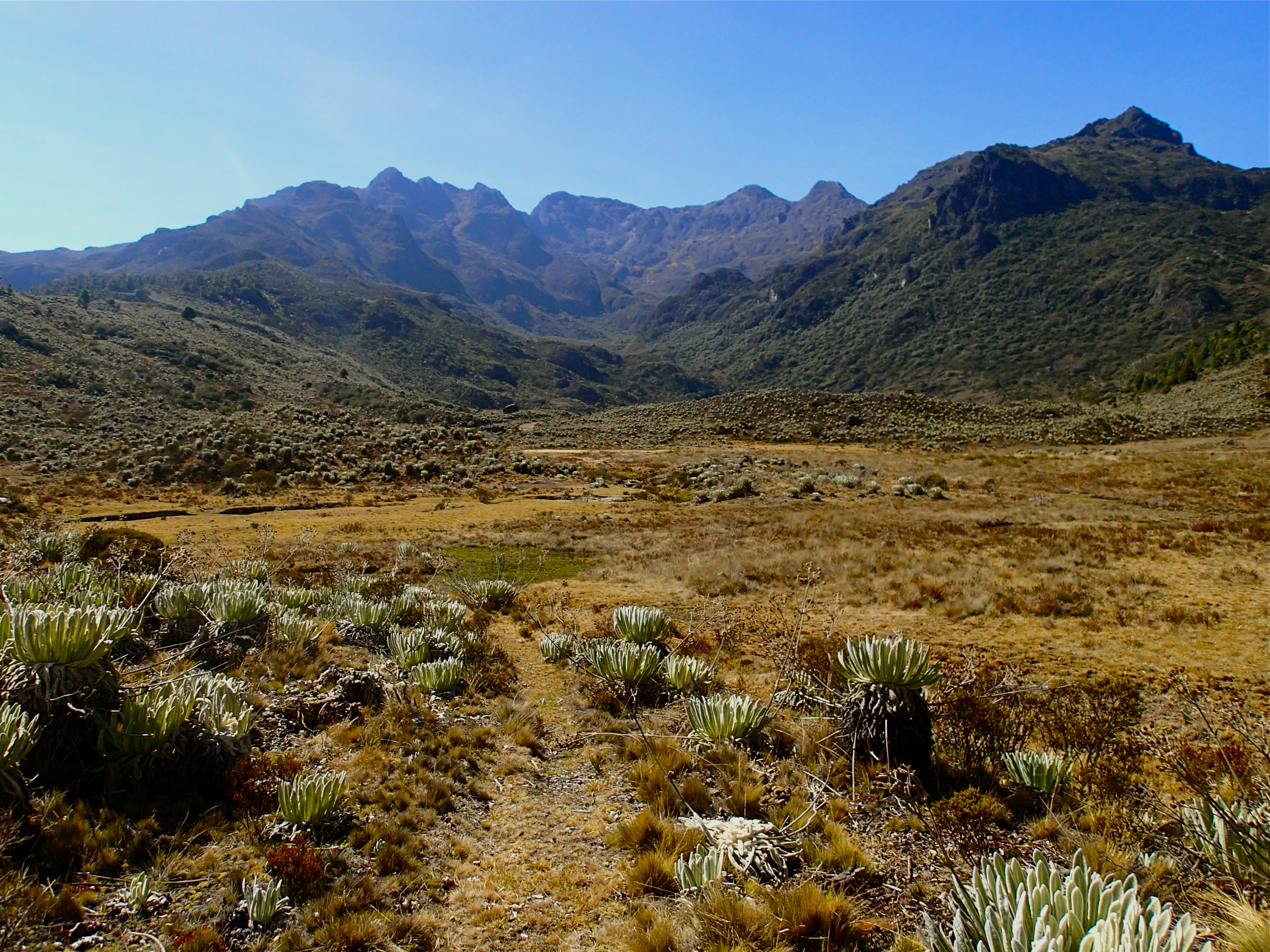
Vista del pico Mucuñuque desde el valle de morrena de la quebrada de Mucubají, parque nacional Sierra Nevada.

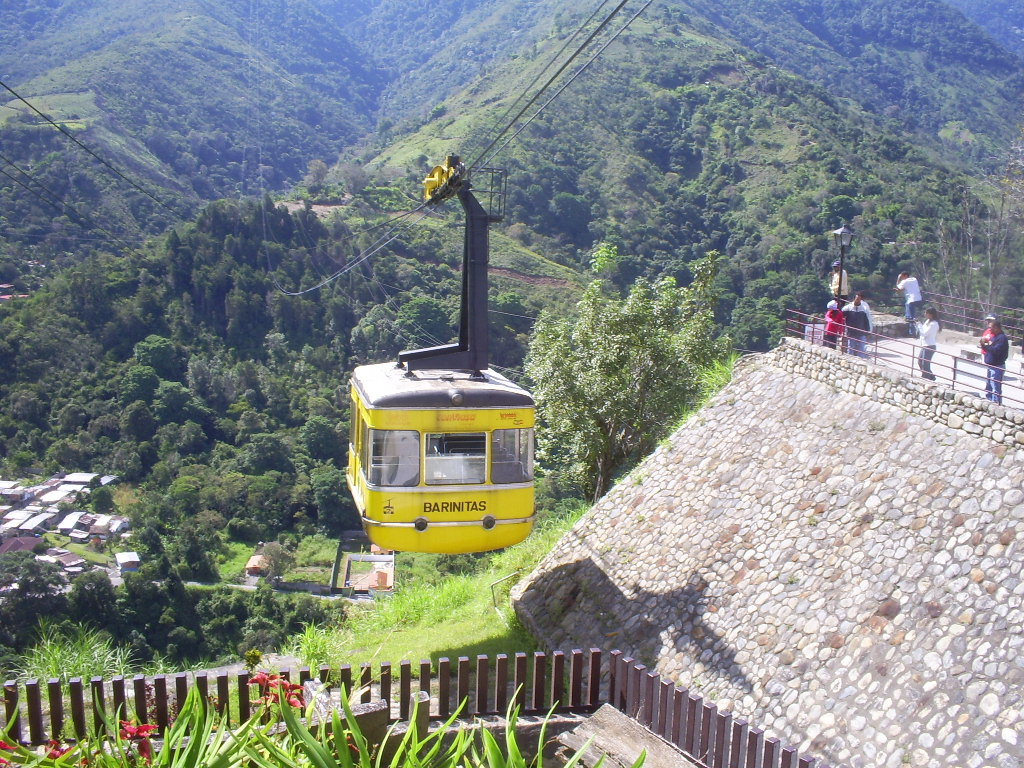
Cabina del Teleférico de Mérida, el teleférico turístico más alto y largo del mundo.

El parque abarca parte de seis municipios del estado Mérida y tres del estado Barinas. Su extensión total es de 276 446 hectáreas, de las cuales 185 886 hectáreas pertenecen al estado Mérida, lo que significa un 67,2 % del área total, mientras el resto de 90 560 ha. corresponden al estado Barinas, un 32,8 % de la superficie del parque.
La Sierra Nevada cubre uno de los dos ramales de la cordillera de Mérida en los andes centrales de Venezuela, siendo ésta la homónima Sierra Nevada, el área de la misma es accidentada destacándose la localización de las principales cumbres del país dentro del mismo como lo son el Pico Bolívar (4978 m s.n.m.), el Pico Humboldt (4942), el Pico La Concha (4922), el Pico Bonpland (4883), el Pico Espejo (4765), el Pico El León (4720), el Pico El Toro (4758) y el Pico Mucuñuque (4610).
La Sierra Nevada está separado de la Sierra La Culata, el otro macizo cordillerano del núcleo andino, por la depresión del río Chama por el norte; mientras que por el noreste lo hace el fondo del valle del río Santo Domingo, desde la Laguna de Mucubají hasta la represa José Antonio Páez. Por el suroeste, el límite del parque lo conforma el valle del río Nuestra Señora, afluente de la margen izquierda del río Chama, aguas abajo de la ciudad de Ejido.
El parque se constituye en dos grandes sistemas montañosos: la Sierra Nevada de Mérida y la Sierra de Santo Domingo, los cuales se caracterizan por poseer elevados picos, valles de origen glaciar y valles fluviales.
Los ríos más importantes son el Chama, Albarregas y Mucujún que desembocan en el lago de Maracaibo. Mientras, de la cuenca del Orinoco, los principales son el Caparo, el Santo Domingo y el Cajurí que vierte sus aguas en el Uribante. En el parque se hallan además trece cuencas hidrográficas, y diez lagunas de origen glaciar, que por efectos del calentamiento global se han ido reduciendo, algunas de ellas son: Mucubají, La Negra, La Verde y Los Anteojos.
La vegetación principal del parque es representativa de las selvas nubladas andinas, en su mayoría estratos arbóreos y sotobosques bien desarrollados, además de numerosas epifitas y especies endémicas. Las zonas de mayor altura, sobre los 3000 m s. n. m. se desarrolla la vegetación típica de páramo, constituida por un gran número de especies de frailejón. También se presenta una vegetación arbustal xerofítica en las áreas más secas de la Cuenca Río Nuestra Señora. En Barinas, la vegetación es predominante de bosque, con árboles de hasta 25 m de altura.

## Clima
La Sierra Nevada presenta tres períodos anuales, un período de máxima precipitación concentrado entre los meses de abril y diciembre y un período seco o de mínima precipitación entre diciembre y marzo. Además de la precipitación en forma de lluvia, es también muy común las precipitaciones en forma de nevadas en los picos más elevados; estas nevadas son frecuentes entre los meses de julio a septiembre y esporádicas el resto del año.
Debido a su ubicación en un sistema montañoso, el rango de temperatura en el parque es bastante amplio, oscilando su media anual entre los 26 °C en las áreas más bajas (400 m s. n. m.) y los -5 °C en las máximas alturas (+4900 m s. n. m.).

## Fauna
Por el tipo de clima que ofrece el parque, éste se ha desarrollado como uno de los más grandes refugios y espacios para cientos de especies faunísticas. 
La diversidad de pisos altitudinales y unidades de vegetación sostienen una fauna variada. Entre los mamíferos más emblemáticos se encuentran: el venado caramerudo, el puma, el coatí andino, el leopardo andino, el jaguar, la lapa, el conejo del páramo, y el oso frontino, entre otras. Entre las aves existentes en el parque se destacan el paují copete de piedra, la pava andina, el quetzal coliblanco, el sorocuá enmascarado, la urraca y el águila real y su ave emblemática casi extinta el cóndor.
El parque tiene un alto valor para la conservación de la fauna local. Se le considera el principial refugio para las poblaciones del oso frontino en la cordillera de Mérida. Además protege a numerosas especies endémicas, por lo menos cuatro especies de mariposas braquípteras se encuentran exclusivamente en este parque nacional: Redonda bolivari, Redonda chiquinquirana, y Redonda frailejona.

## Acceso
El acceso más popular al parque se realiza por medio del Teleférico de Mérida. Otra entrada importante es por vía terrestre a través del pueblo de Tabay, por la zona de La Mucuy, entrando por el Parque Sierra Nevada haciendo una travesía por las lagunas Coromoto, La Verde, El Suero, bordeando los picos Humboldt, La Concha, la zona base para subir al Pico Bolívar por la zona sur, y llegando al Pico Espejo por la parte de atrás sur-este.